# Wu Tingfang
Wu Tingfang (ur. 30 lipca 1842, zm. 23 czerwca 1922), znany też na Zachodzie jako Ng Choy (chiń. 伍才; pinyin Wǔ Cái) – chiński polityk i dyplomata.
Urodził się w Singapurze, ówcześnie brytyjskiej posiadłości kolonialnej, w rodzinie pochodzącej z prowincji Guangdong. W wieku 3 lat został wysłany przez ojca do Hongkongu, gdzie pobierał naukę w St. Paul’s College, nabywając biegłą znajomość języka angielskiego. W 1874 roku wyjechał do Londynu, gdzie ukończył studia prawnicze na Lincoln’s Inn. Po powrocie z Anglii osiadł w Hongkongu, prowadząc przez kilka lat praktykę adwokacką. Był też pierwszym Chińczykiem, który zasiadł w Radzie Ustawodawczej tej brytyjskiej kolonii.
W 1882 roku na zaproszenie Li Hongzhanga wyjechał do Pekinu, zostając jego osobistym doradcą do spraw polityki zagranicznej. W latach 1896–1902 i 1907-1909 był ambasadorem Chin w Stanach Zjednoczonych, z jednoczesną akredytacją w Hiszpanii i Peru. Po powrocie do Chin osiadł w Szanghaju. Pobyt w USA zaowocował wydaną w 1914 roku książką America, through the spectacles of an Oriental diplomat.
W 1911 roku poparł rewolucję republikańską, w tymczasowym rządzie rewolucyjnym powierzono mu funkcję ministra sprawiedliwości. W latach 1916–1917 pełnił funkcję ministra spraw zagranicznych, a w 1917 roku także tymczasowego premiera Republiki Chińskiej, odszedł jednak z urzędu na skutek konfliktu z prezydentem Li Yuanhongiem. W 1921 roku dołączył do utworzonego przez Sun Jat-sena rządu w Kantonie, obejmując posadę ministra finansów, spraw zagranicznych oraz gubernatora Guangdongu.
Jego syn, Wu Chaoshu, również był dyplomatą i w latach 1928-1931 chińskim ambasadorem w USA.